# Тургунов Євген Ілліч
Євген Ілліч Тургунов (нар. 5 липня 1947, місто Андижан, тепер Узбекистан) — таджицький радянський діяч, 2-й секретар ЦК КП Таджикистану, голова Горно-Бадахшанського облвиконкому. Депутат Верховної ради Таджицької РСР 12-го скликання.

## Біографія
У 1966 році закінчив радгосп-технікуму імені Леніна Матчинського району Таджицької РСР.
У 1966—1967 роках — старший лаборант Якутського науково-дослідного інституту сільського господарства Якутської АРСР.
У 1967—1969 роках — завідувач відділу Орджонікідзевського районного комітету ВЛКСМ Якутської АРСР.
Член КПРС з 1969 року.
У 1969—1971 роках — інструктор Якутського обласного комітету ВЛКСМ.
З 1971 року — інструктор, завідувач сектору, завідувач відділу Ленінабадського обласного комітету ЛКСМ Таджикистану.
У 1978 році закінчив Таджицький сільськогосподарський інститут.
У 1978—1980 роках — інструктор Ленінабадського обласного комітету КП Таджикистану.
У 1980—1983 роках — 2-й секретар Аштського районного комітету КП Таджикистану Ленінабадської області.
У 1984—1986 роках — завідувач відділу організаційно-партійної роботи Горно-Бадахшанського обласного комітету КП Таджикистану.
У 1986—1988 роках — голова Горно-Бадахшанського обласного агропромислового комплексу — 1-й заступник голови виконавчого комітету Горно-Бадахшанської обласної ради народних депутатів.
У 1988—1990 роках — голова виконавчого комітету Горно-Бадахшанської обласної ради народних депутатів.
У 1989 році закінчив Академію суспільних наук при ЦК КПРС.
У 1990 році — заступник голови Верховної ради Таджицької РСР.
20 серпня 1990 — вересень 1991 року — 2-й секретар ЦК КП Таджикистану.
У 1991—1996 роках — заступник директора ВАТ «Свердловськ» у місті Худжанд Республіки Таджикистан.
У 1996—1999 роках — заступник генерального директора ВАТ «Пролетарський гірничо-збагачувальний комбінат» Республіки Таджикистан.
У 2000—2010 роках — радник заступника голови Уряду Російської Федерації; радник Департаменту регіонального розвитку Уряду Російської Федерації; начальник відділу Адміністративного департаменту Уряду Російської Федерації.

## Нагороди
- медаль «300 років Санкт-Петербургу»